# جورج كير (سياسي كندي، مواليد 1805)
جورج كير هو سياسي كندي، (و. 1805  م).